# Holothrix pilosa
Holothrix pilosa är en orkidéart som först beskrevs av William John Burchell och John Lindley, och fick sitt nu gällande namn av Heinrich Gustav Reichenbach. Holothrix pilosa ingår i släktet Holothrix och familjen orkidéer. Inga underarter finns listade i Catalogue of Life.